# Buigproef

Buigproef

Een buigproef is een mechanische proef op een materiaal, waarbij een stuk aan beide uiteinden wordt gesteund en in het midden wordt belast op één of meerdere punten. In de test wordt het buiggedrag van het materiaal of object bepaald met een universele testmachine.
Er zijn twee mogelijkheden: ofwel worden de uiteinden ingeklemd, ofwel vrij gesteund. Dit geeft iets andere resultaten. Daarnaast bestaan er drie- en vierpuntsbuigproeven, waarbij een materiaal op twee punten wordt ondersteund en op één (3) of twee (4) plaatsen wordt belast.
De proef kan destructief of niet-destructief zijn. Bij een destructieve proef wordt de belasting opgedreven tot het materiaal bezwijkt. Een dergelijke proef stelt dus de breukspanning vast. Een niet-destructieve proef meet alleen de vervorming bij de aangelegde belasting. Een dergelijke proef stelt dus de elasticiteitsmodulus vast en bewijst, dat het stuk een bepaalde belasting aankan. Niet-destructieve proeven gebeuren op echte stukken. Destructieve proeven gebeuren op proefstukken of op enkele exemplaren van grotere series. Bruggen en andere kunstwerken worden dikwijls niet-destructief beproefd voor oplevering, om zeker te stellen dat geen defecten in materiaal of verwerking een te grote afwijking tussen echte en berekende sterkte geven. Proefstukken van beton ondergaan dikwijls een destructieve test.

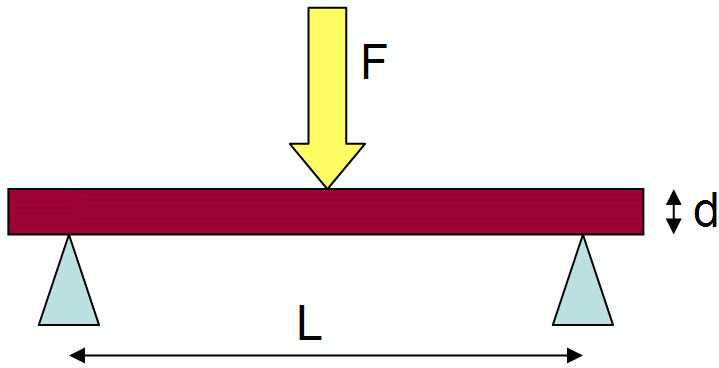
Driepuntsbuigproef-opstelling
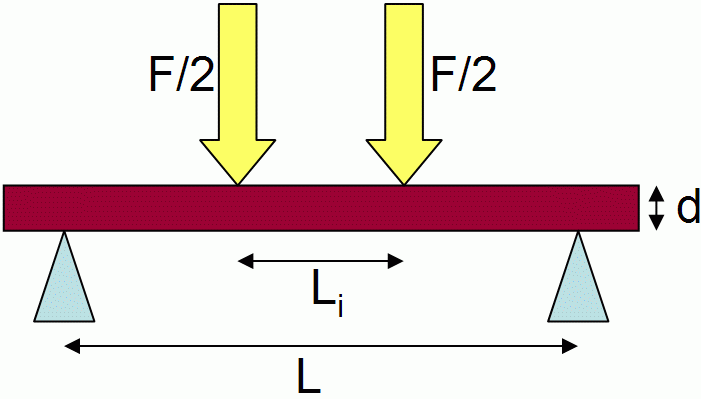
Vierpuntsbuigproef-opstelling
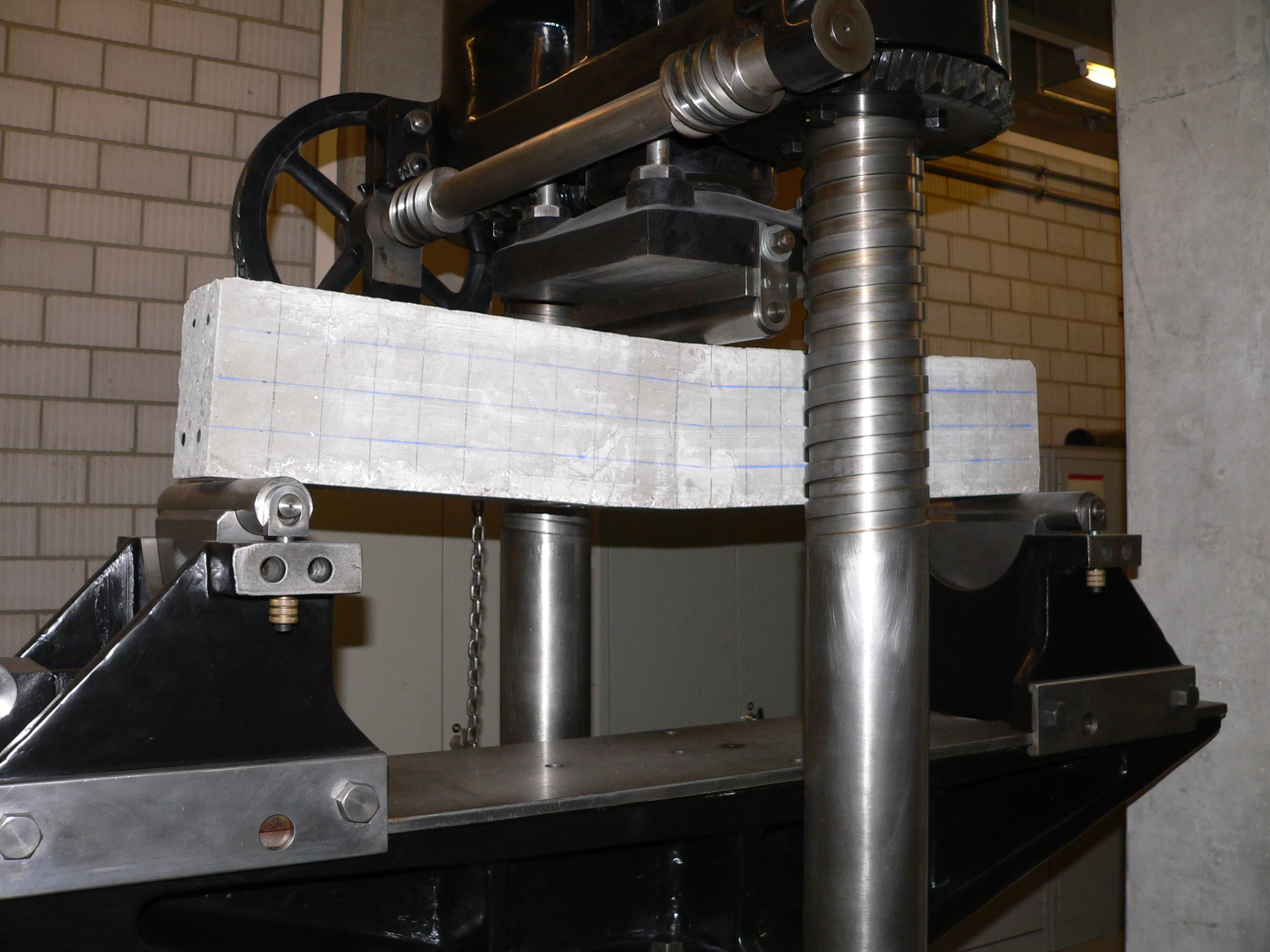
Cementblok in een driepuntsbuigproef
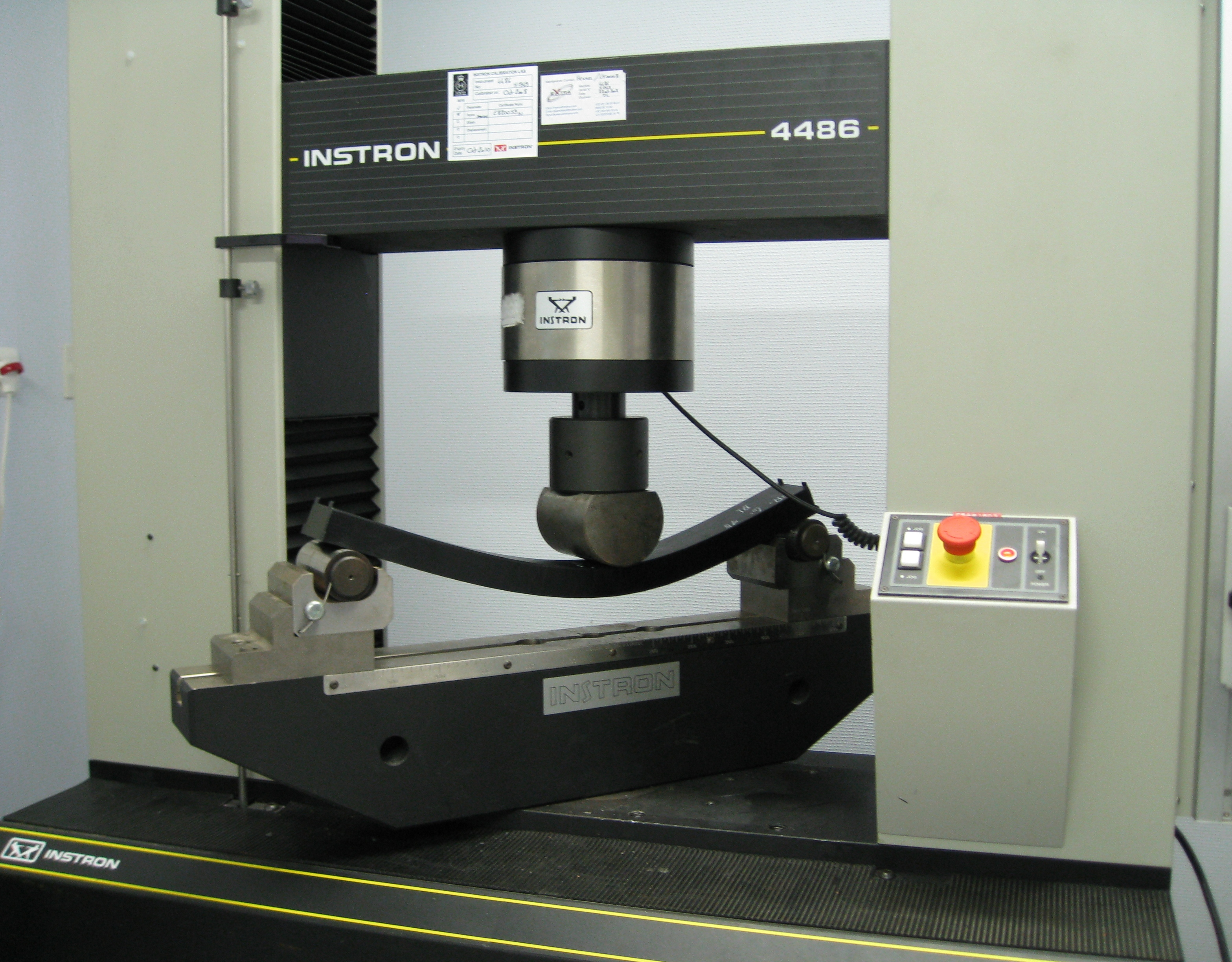
Universele testmachine tijdens een driepuntsbuigproef